# Jesús Uribesalgo Gutiérrez
Jesús Uribesalgo Gutiérrez (nascut el 25 de maig de 1969), conegut comunament com a Josu Uribe, és un entrenador de futbol asturià.

## Carrera de club
Nascut a Gijón, Astúries, Uribe va començar a entrenar als 21 anys, dirigint equips juvenils a l'Sporting de Gijón local. Posteriorment, va entrenar en el futbol sènior aficionat, el seu primer èxit va ser el de portar el Ribadesella CF a la tercera divisió la temporada 2001-02, una novetat per al club.
Com a resultat, Uribe va passar directament al segon nivell amb la UD Las Palmas. A la campanya 2003-04 va estar al capdavant del Getafe CF, que va arribar a la Lliga per primera vegada en la seva història, acabant en segona posició darrere del campió Llevant UE i només va perdre sis partits de 42.
Del 2004 al 2009, Uribe va continuar treballant a la segona divisió, amb Elx CF, Hércules CF, Deportivo Alavés i SD Eibar, descendint amb aquest últim després de 15 jornades al capdavant de l'equip. La temporada 2009-10 va passar a la Cultural i Deportiva Leonesa, a la tercera categoria.
El 2011, Uribe va tenir un període fugaç en el futbol grec, deixant el Panserraikos FC després d'uns mesos a causa dels problemes econòmics del club. El gener de 2012 va ser nomenat entrenador del Girona FC després de l'acomiadament de Raül Agné, amb els catalans en la 21a posició (de 22 equips) però finalment evitant el descens a segona divisió.

## Vida personal
El seu pare Jesús Uribe (1938–2005) va ser també futbolista, que va jugar entre d'altres a l'Alavés, el Llevant UE i l'Sporting de Gijón.